# Шляйтгайм (округ)
Шляйтгайм (нім. Bezirk Schleitheim) — округ у Швейцарії в кантоні Шаффгаузен.

## Громади
У таблиці наведено список громад округу станом на 2022 рік, населення та площа станом на 2019 рік.

| Українська назва | Оригінальна назва | Код BFS | Населення | Площа |
| ---------------- | ----------------- | ------- | --------- | ----- |
| Беггінген        | Beggingen         | 2951    | 463       | 12,6  |
| Зіблінген        | Siblingen         | 2953    | 880       | 9,4   |
| Шляйтгайм        | Schleitheim       | 2952    | 1653      | 21,6  |